# タウアイカ・ウタアトゥ
タウアイカ・ウタアトゥ准将（英語: Brigadier General Tauʻaika ʻUtaʻatu、簡体字中国語: 陶阿伊卡·乌塔阿图准将、1956年12月23日 - ）は、トンガ王国軍（HMAF。旧・トンガ防衛局／TDS）の軍人、大使。2000年から2014年まで同国軍司令官を務め上げて退役。2015年より、在中華人民共和国トンガ大使。

## 軍歴

トンガ陸軍准将の階級章。同軍で最上級の階級で3つ星。

ウタアトゥはトンガ王国親衛隊伍長として軍歴を始めた。大佐に昇進すると、親衛隊の地上軍としての役割を強めることを提唱した。彼はソロモン諸島における平和維持活動（RAMSI）に従軍したが、この作戦には海軍も参加している。ウタアトゥは優れた組織人であることを示し、彼の指揮下でトンガ軍は質量ともに顕著に成長した。
トンガ国軍を代表するウタアトゥの階級を上げるために、彼は国王の命令で3つ星の准将に昇進した。2000年3月31日から2014年12月21日にかけて、トンガ防衛局（TDS）およびトンガ王国軍（HMAF）の司令官を務めた。

## 外交経歴
2015年4月14日に北京市の人民大会堂で習近平国家主席に信任状を捧呈して、以降、在中華人民共和国トンガ大使を務めている。

## 私生活
彼はクリスティン・M・ウタアトゥ (Christine M. ʻUtaʻatu) と結婚しており、4人の子供がいる。